# Джиммі Янг
Сер Дж́иммі Янг (справжнє ім'я — Леслі Рональд Янг; 21 вересня 1921 — 7 листопада 2016) — англійський співак, ді-джей і радіоведучий. На початку своєї кар'єри в 1950-х роках він написав дві композиції, які 1955 року посіли першу сходинку в чарті UK Singles: Unchained Melody і The Man from Laramie, а також ряд інших, які потрапляли в десятку хітів в британському чарті. Однак Джиммі Янг найбільш відомий як ведучий шоу на BBC Radio 2.

## Ранні роки
Янг народився в Сіндерфорді, Глостершир. Був сином пекаря і кравчині, відвідував East Dean Grammar School. Після розлучення батьків у 1939 році він переїхав в Південний Уельс, де працював електриком. Янг згодом вступив до Повітряних сил Великої Британії, де служив до 1949 року на посаді інструктора з фізичної підготовки.

## Кар'єра співака
1950 року Янг підписав контракт з Polygon Records, з яким вже співпрацювали Петула Кларк , Луї Пріма і Дороті Сквайр. Всі його пісні записувались під керівництвом Рона Гудвіна. Гудвін пізніше казав, що завжди любив працювати з Янгом, тому що «він завжди працював з таким ентузіазмом. Він вважав, що все, що ми зробили, стане хітом». Найпопулярнішою композицією стала «Too Young» (1951), кавер-версія на оригінал Нета Кінга Коула. Того ж року, він записав дві пісні в дуеті з Петулою Кларк: «Mariandl» та «Broken Heart».

## Ді-джей та радіоведучий
Після роботи на з Radio Luxembourg Янг приєднався до BBC, як один з перших диск-жокеїв на BBC Radio 1, де вів щоденні ранкові шоу з 1967 по 1973 рік. У 1973 році він приєднався до BBC Radio 2, де він вів регулярну програму (яку називав 'The JY Prog'), аж до завершення кар'єри наприкінці 2002 року.

## Нагороди
1979 року Янг отримав Орден Британської імперії класу OBE, а в 1993 — CBE. На початку 2002 року йому було дароване лицарське звання за службу в сфері радіомовлення

## Смерть
За словами родичів, Янг помер 7 листопада 2016 року у віці 95 років.

## Книги
- Young, Jimmy (1974). J.Y.: An Autobiography Of Jimmy Young. W.H. Allen. ISBN 978-0491013710.
- Young, Jimmy (2003). Forever Young: The Autobiography. Hodder & Stoughton. ISBN 978-0340734377.